# 庫爾卡尼-野水積
在數學的微分幾何學中，庫爾卡尼-野水積（英語：Kulkarni–Nomizu product）是對兩個對稱(0,2)-張量定義，給出一個(0,4)-張量。庫爾卡尼－野水積是命名自拉溫德拉·什里帕德·庫爾卡尼和野水克己。
若h和k是對稱(0,2)-張量，定義其積為
{\displaystyle {\begin{aligned}(h{~\wedge \!\!\!\!\!\!\bigcirc ~}k)(X_{1},X_{2},X_{3},X_{4}):=&h(X_{1},X_{3})k(X_{2},X_{4})+h(X_{2},X_{4})k(X_{1},X_{3})\\&-h(X_{1},X_{4})k(X_{2},X_{3})-h(X_{2},X_{3})k(X_{1},X_{4})\end{aligned}}}
其中Xj是切向量。
從上可見{\displaystyle h{~\wedge \!\!\!\!\!\!\bigcirc ~}k=k{~\wedge \!\!\!\!\!\!\bigcirc ~}h}。
兩個對稱張量的庫爾卡尼－野水積，有黎曼張量的代數對稱性。因此，庫爾卡尼－野水積常用以表示里奇曲率張量和外爾張量在黎曼流形的曲率中的構成部份。這是在微分幾何中有用的里奇分解。
一個黎曼流形有常截面曲率k，當且僅當黎曼張量有以下形式
{\displaystyle R={\frac {k}{2}}g{~\wedge \!\!\!\!\!\!\bigcirc ~}g}
其中g是度量張量。